# 세라 블레이클리
세라 블레이클리(Sara Blakely, 1971년 2월 27일 ~ )는 미국의 사업가이자, 여성 의류 브랜드 스팽스(Spanx)의 창립자이다. 2012년 타임지 선정 "전 세계에서 가장 영향력이 큰 100인" 중 한 명으로 뽑혔으며, 2014년 포브스 선정 "세계에서 가장 파워풀한 여성" 93위를 했다.